# Marcilly-sur-Eure

Marcilly-sur-Eure este o comună în departamentul Eure, Franța. În 1 ianuarie 2022 avea o populație de 1.611 de locuitori.